# Dora DuFran
Madame Dora DuFran ou Dora Bolshaw, née le 16 novembre 1868 et mort le 5 août 1934, est l'une des madames les plus importantes et les plus prospères de l'époque du Far West à Deadwood, dans le Dakota du Sud.

## Biographie
Amy Helen Dorthea Bolshaw nait à Liverpool en Angleterre, et émigre aux États-Unis avec ses parents Joseph John (1842-1911) et Isabella Neal (Cummings) Bolshaw (1844-1911) vers 1869,. La famille s'installe d'abord à Bloomfield, New Jersey, puis déménage à Lincoln, dans le Nebraska, en 1876 ou 1877. C'est une très belle fille dans sa jeunesse et elle rentre dans la prostitution vers l'âge de 13 ou 14 ans. Elle devient ensuite danseuse de compagnie (en) se faisant appeler Amy Helen Bolshaw[réf. nécessaire]. Elle est répertoriée comme vivant encore à Lincoln, Nebraska, en 1883, où elle travaille comme domestique. À cette époque, âgée d’environ 15 ans, Dora s’installe à Deadwood, dans le Dakota du Sud, ville de la ruée vers l’or, et commence à y diriger une maison close.
DuFran récupère plusieurs filles qui arrivent à Deadwood via le convoi de chariots (en) dirigé par Charlie Utter. De temps à autre, Martha Jane Burke connue sous le nom de Calamity Jane travaille pour elle. La principale concurrente de Dora à Deadwood est Madame Mollie Johnson.
DuFran dirige plusieurs maisons closes au fil des années. La plus populaire s'appelle Diddlin' Dora's, située sur la Cinquième Avenue à Belle Fourche, dans le Kakota du Sud. Diddlin' Dora's est présentée comme un « Three D's – Dining, Drinking, and Dancing, un endroit où vous pouvez amener votre mère ». Et bien que les cow-boys fréquentent cet endroit populaire la plupart veulent simplement « passer aux choses sérieuses » avec au moins un homme qui a déclaré : « Je ne voudrais pas que ma mère sache que j'y étais déjà allé ». Dora est également propriétaire du Green Front Hotel.
Les autres maisons closes de DuFran dans le Dakota du Sud et le Montana sont situées à Lead, Miles City, Sturgis et Deadwood. Pendant son séjour à Deadwood Dora se marie à Joseph M. DuFran (16 juin 1862 – 3 août 1909), « un gentleman joueur de bonne compagnie » qui a contribué à la croissance de son entreprise. Après la mort de son mari elle déménage son entreprise à Rapid City, dans le Dakota du Sud, où elle continue à connaître du succès en tant que propriétaire de maison close.
DuFran meurt d'une insuffisance cardiaque en 1934. Son perroquet de compagnie Fred et son mari Joseph sont enterrés avec elle au cimetière Mount Moriah à Deadwood.

## Publications
DuFran, sous le pseudonyme de d'Dee, a publié un livret de 12 pages sur Calamity Jane intitulé Low Down on Calamity Jane (1932). En 1981 ce livret est réimprimé dans une version augmentée de 47 pages, éditée par Helen Rezatto

## Dans la culture populaire
On attribue souvent à DuFran la création du terme « cathouse », mais des preuves indiquent que le terme est utilisé avant qu'elle ne commence sa carrière.
Dora DuFran apparaît dans le livre de Larry McMurtry sur Calamity Jane intitulé Buffalo Girls: A Novel (en) (1990). Dans le téléfilm Buffalo Girls (en) (1995), basé sur le livre de McMurtry, Dora DuFran est interprétée par Melanie Griffith.
Dans les séries télévisées Deadwood et Deadwood: The Movie, le personnage de Joanie Stubbs est vaguement basé sur Dora DuFran. Stubbs est interprété par l'actrice Kim Dickens.